# Piobesi Torinese
Piobesi Torinese (en piemontès Piobes) és una comuna italiana situada a la ciutat metropolitana de Torí, al Piemont. El maig de 2021 tenia 3875 habitants.
Pel seu territori corre el riu Chisola.

## Administració
- Alcalde: Fiorenzo Demichelis
- Data d'assumpció: 26/05/2014
- Partit: llista cívica